# Vallikkunnu

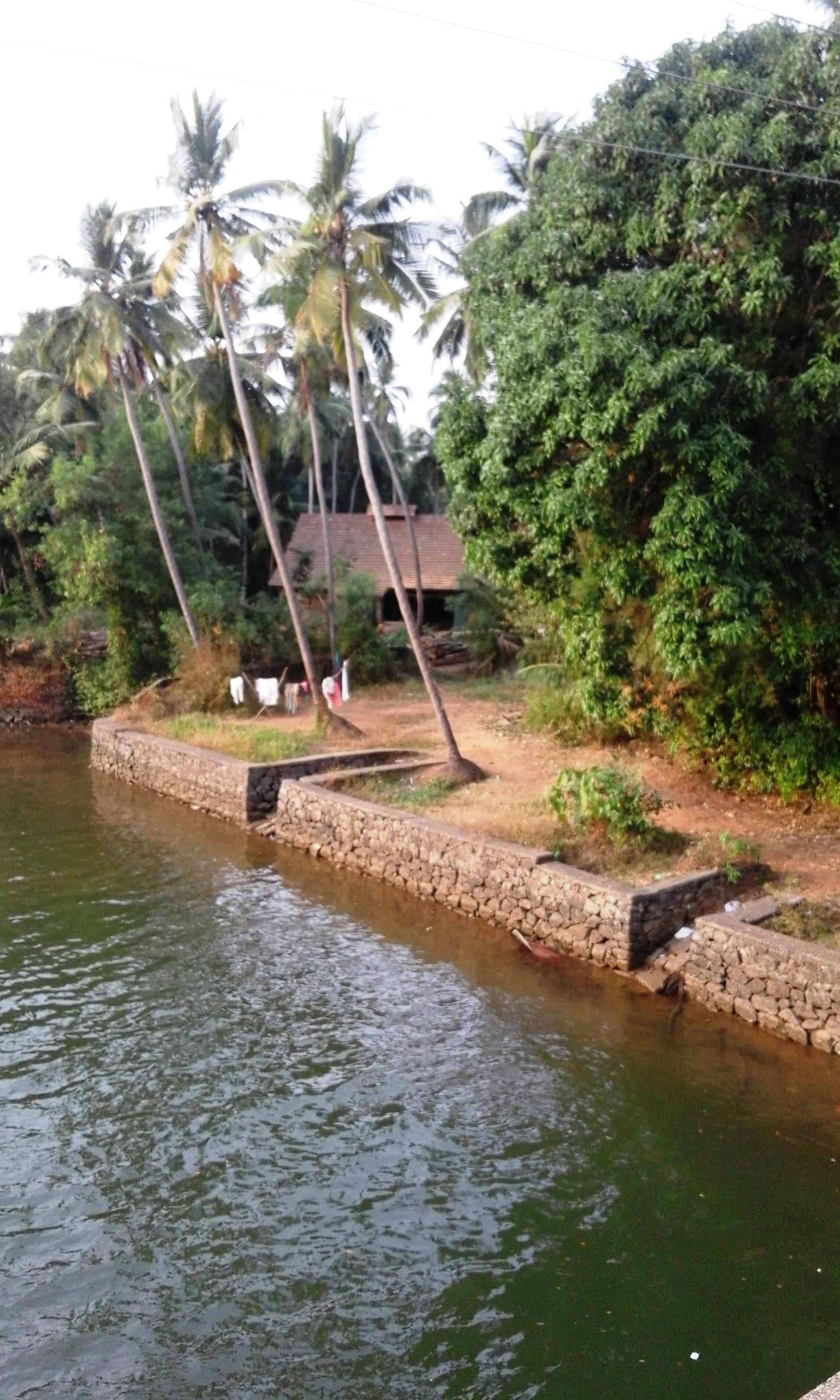
Olipram Kadavu

Vallikkunnu est un village dans le district de Malappuram dans l'État du Kerala, en Inde, d'une superficie de 25 km2. Il est situé à 11° 08′ N, 75° 50′ E.
Vallikkunnu a reçu le meilleur panchayath du Kerala en 1997.

## Histoire
Vallikunnu Panchayath a vu le jour en 1962. Vallikunnu tire son nom de la rivière "Vanniyar", qui a coulé en englobant la zone de collines.